# شهرستان لامار (آلاباما)
شهرستان لامار، آلاباما (به انگلیسی: Lamar County, Alabama) شهرستانی در ایالات متحده آمریکا است که در آلاباما واقع شده‌است.

## خصوصیات
شهرستان لامار ۱٬۵۶۶٫۹۵ کیلومترمربع مساحت دارد.